# Ludger Schepers

Wappen des Weihbischofs Ludger Schepers

Ludger Schepers (* 18. April 1953 in Oberhausen-Osterfeld) ist Weihbischof im Bistum Essen.

## Leben
Nach dem Abitur am mathematisch-naturwissenschaftlichen Novalis-Gymnasium in Oberhausen trat Ludger Schepers in das Priesterseminar des Bistums Essen ein. Er studierte Katholische Theologie und Philosophie an der Ruhr-Universität Bochum und an der Albert-Ludwigs-Universität Freiburg. Am 13. Januar 1978 wurde er zum Diakon geweiht. Am 2. März 1979 empfing Schepers durch Bischof Franz Hengsbach in St. Joseph, Essen-Steele-Horst, das Sakrament der Priesterweihe. 
Ludger Schepers war von 1979 bis 1986 als Kaplan in der Pfarrei St. Bonifatius in Essen-Huttrop und Herz Jesu in Duisburg-Neumühl tätig. Von 1986 bis 1990 war er Stadtjugendseelsorger in Oberhausen und Kaplan in der Pfarrei St. Antonius in Oberhausen-Alstaden. Im August 1990 wurde Schepers Pfarrer der Pfarrgemeinde St. Judas Thaddäus in Duisburg-Buchholz, die später mit den Gemeinden St. Nikolaus und Heilig Geist zusammengelegt wurde. 1994 erwarb Ludger Schepers an der Westfälischen Wilhelms-Universität in Münster das Lizenziat im Fach Kirchenrecht und 1995 wurde er Diözesanrichter. 1999 wurde er zum Mitglied im Priesterrat und im Kirchensteuerrat des Bistums Essen ernannt. 2002 wurde Schepers Dechant des Dekanats Duisburg-Süd. Nach der Neustrukturierung der Pfarreien im Bistum Essen wurde er 2006 erster Pfarrer der neu gegründeten Großpfarrei St. Judas Thaddäus, die das Gebiet des früheren Dekanats Duisburg-Süd umfasst. Im August 2007 ernannte ihn Papst Benedikt XVI. zum Päpstlichen Ehrenkaplan. 
Am 27. Juni 2008 ernannte ihn Benedikt XVI. zum Weihbischof im Bistum Essen und zum Titularbischof von Neapolis in Proconsulari. Die Bischofsweihe spendete ihm Bischof Felix Genn am 19. September 2008 im Essener Dom; Mitkonsekratoren waren die Essener Weihbischöfe Franz Grave und Franz Vorrath. Am selben Tag wurde er von Felix Genn zum Bischofsvikar für weltkirchliche und gesellschaftliche Aufgaben bestellt, nachdem er von ihm bereits am 5. September 2008 zum residierenden Domkapitular am Essener Dom ernannt wurde.
In der Deutschen Bischofskonferenz ist er Mitglied der Pastoralkommission, der Kommission Weltkirche, der Unterkommission „Frauen in Kirche und Gesellschaft“ der Pastoralkommission (III) und der Unterkommission für Missionsfragen (insbes. MISSIO), deren Vorsitzender er ist. Im Februar 2024 bestimmte ihn die Deutsche Bischofskonferenz zum Beauftragter für Queer-Pastoral.

## Schriften
- Uzruna „Patiesība un piedošana“. In: Ieva Zepa (Red.): Bīskaps Boļeslavs Sloskāns – gaisma šodienas pasaulei. Dardedze hologrāfija, Riga 2020, ISBN 978-9934-23-155-1, S. 25–27 (geistliche Würdigung des Lebens- und Glaubenszeugnisses von Bischof Boļeslavs Sloskāns, lettisch).